# Nudipedales
Se llaman nudipedales a las fiestas que se celebraban en Roma con motivo de ciertas calamidades públicas por disposición de los magistrados para aplacar la cólera de los dioses. Como en ellas se andaba con los pies descalzos, por ellos tomaron el nombre de nudipedales. 
Las fiestas solían durar treinta días y en ellas, se abstenían de beber vino, se cortaban los cabellos, etc. Los griegos celebraron también ceremonias semejantes en ocasiones iguales. 
Las mismas damas romanas iban también con los pies descalzos en ciertas fiestas que se hacían en honor de la diosa Vesta cuando imploraban su protección en ocasiones calamitosas. 